# Identificazione radar

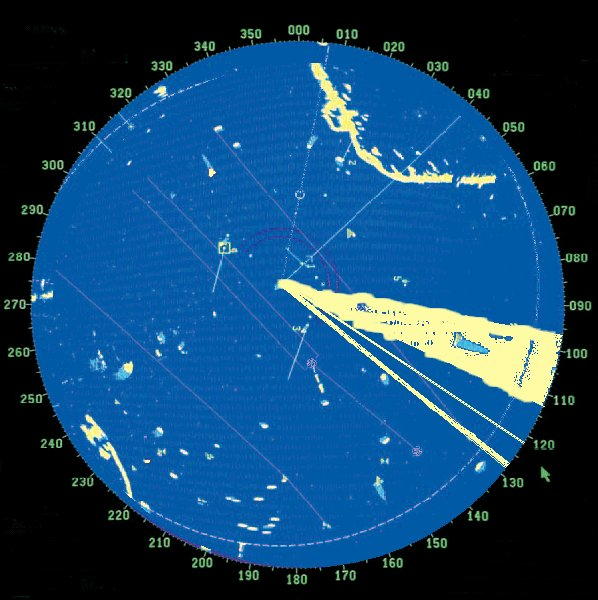
Per mezzo dell'identificazione radar si isolano, tra la vasta quantità di segnali visualizzati sul radar, quelli provenienti da un particolare aeromobile.

L'identificazione radar è una procedura applicata nei servizi del traffico aereo per abbinare a un solo segnale radar, tra i molti osservati sullo schermo, la posizione di un particolare aeromobile prima di fornire ad esso istruzioni o informazioni.
Durante tutta la fase di assistenza al volo con l'ausilio del radar di sorveglianza deve essere mantenuto l'univoco abbinamento tra una indicazione di posizione radar (ovvero la schematizzazione dell'aeromobile rappresentato sullo schermo per mezzo di un simbolo oppure, nei sistemi meno evoluti, sotto forma  di scia luminosa, la cosiddetta traccia radar) e la reale ubicazione dell'aeromobile. Tale correlazione garantisce che un controllore del traffico aereo non confonda una rappresentazione osservata sullo schermo, con i vari aeromobili in volo, situazione quest'ultima pericolosissima in considerazione delle errate istruzioni, autorizzazioni o separazioni che potrebbero derivare da tali equivoci.

## Procedure di identificazione
Le tecniche di identificazione si basano sull'impiego del sistema di sorveglianza dipendente automatica diffusa (in inglese Automatic Dependent Surveillance - Broadcast, abbreviato in ADS-B), del radar secondario di sorveglianza (in inglese Secondary Surveillance Radar, abbreviato in SSR) o del solo radar primario di sorveglianza (in inglese Primary Surveillance Radar, abbreviato in PSR).

### Utilizzo dell'ADS-B
L'identificazione mediante utilizzo dell'ADS-B deve essere acquisita per mezzo di almeno una delle seguenti procedure:
- riconoscimento diretto dell'aeromobile per mezzo delle informazioni ADS-B (cosiddetto indirizzo) visualizzate sulla didascalia in corrispondenza del simbolo rappresentato sullo schermo (cosiddetta etichetta radar);[1]
- osservazione sullo schermo dell'esecuzione dell'istruzione di attivazione del segnale di identificazione ADS-B (in fraseologia aeronautica Squawk IDENT[2]) impartita al pilota dell'aeromobile.[1]

### Utilizzo dell'SSR
L'identificazione mediante utilizzo dell'SSR deve essere acquisita per mezzo di almeno una delle seguenti procedure:
- riconoscimento diretto dell'aeromobile per mezzo delle informazioni visualizzate sulla didascalia in corrispondenza del simbolo rappresentato sullo schermo. L'utilizzo di questa procedura presuppone che l'abbinamento nominativo/Codice SSR sia già stato accertato;[1]
- riconoscimento di un particolare codice SSR la cui selezione da parte del pilota dell'aeromobile sia stata osservata sull'etichetta radar. L'utilizzo di questa procedura presuppone la disponibilità di un sistema che permetta di assegnare a ciascun aeromobile, all'interno di definite porzioni di spazio aereo, uno specifico codice SSR composto da quattro cifre le cui ultime due diverse dal doppio zero (00);[1]
- riconoscimento diretto sull'etichetta radar del codice univocamente assegnato ad un aeromobile equipaggiato con SSR Mode S;[1]
- osservazione sullo schermo dell'esecuzione dell'istruzione impartita al pilota dell'aeromobile di selezionare un particolare codice SSR;[1]
- osservazione sullo schermo dell'esecuzione dell'istruzione di attivazione del segnale di identificazione IDENT impartita al pilota dell'aeromobile.[1]

Quando un ente dei servizi del traffico aereo assegna ad un aeromobile uno specifico codice SSR, deve effettuare appena possibile il controllo che esso sia stato effettivamente inserito dal pilota sull'apparato transponder a bordo. Solo dopo questo controllo, il codice assegnato può essere utilizzato come base per le procedure di identificazione sopra descritte.

### Utilizzo del PSR

Con l'identificazione si abbina la traccia di un oggetto in volo, visualizzata sullo schermo di un radar primario, con un particolare aeromobile.

L'identificazione mediante utilizzo del PSR deve essere acquisita per mezzo di almeno una delle seguenti procedure:
- correlando una particolare indicazione di posizione radar con un aeromobile che riporti la propria posizione sopra un punto (fix) rappresentato sullo schermo radar o riferita ad esso e accertando che la rotta di quella particolare posizione radar corrisponda con la traiettoria dell'aeromobile o con la rotta comunicata dal pilota. Questa procedura deve essere applicata con particolare attenzione, specialmente quando la posizione osservata sullo schermo radar e quella comunicata dal pilota non corrispondano esattamente. Le competenti autorità aeronautiche possono prescrivere limitazioni o criteri aggiuntivi nell'utilizzo di questa procedura tenendo in considerazione le limitazioni dell'apparato radar o della radioassistenza utilizzati;[1]
- correlando una particolare indicazione di posizione radar con un aeromobile che si sappia essere appena decollato purché l'identificazione avvenga entro 1 NM dalla fine della pista usata per il decollo. Questa procedura deve essere applicata con attenzione per evitare confusione tra aeromobili in circuito di attesa sopra l'aeroporto oppure con aeromobili in decollo o in procedura strumentale di mancati avvicinamenti su piste adiacenti;[1]
- dopo aver verificato la rotta mantenuta da un aeromobile ed averne osservata la corrispondenza con la traiettoria di una particolare traccia radar:[1]

1. istruendo il pilota ad effettuare una o più variazioni di rotta di 30° o più e correlando i movimenti di tale traccia con la conferma dell'esecuzione delle manovre;[1] oppure
2. correlando i movimenti di una particolare indicazione di posizione radar con delle manovre la cui esecuzione sia stata comunicata dal pilota.[1]

Quando si utilizza quest'ultimo metodo si deve prestare particolare attenzione e:
- verificare che i movimenti di una sola traccia radar corrispondano alle manovre comunicate dal pilota;[1]
- accertarsi che le manovre richieste al pilota non lo portino al di fuori della copertura del sistema radar;[1]
- astenersi dall'applicare tale procedura in aree dove usualmente avvengono cambi di rotta.[1]

## Trasferimento di identità
Tutte le procedure di cui sopra prevedono che l'identità accertata da un ente dei servizi del traffico aereo o da una postazione operativa all'interno di esso, possa essere trasferita ad altra postazione senza la necessità di procedere ad una nuova identificazione. Tale processo prende il nome di trasferimento di identità e si espleta attraverso una delle seguenti procedure che vedono coinvolti un controllore o operatore ATS cedente e un controllore o operatore ATS accettante:
- il cedente evidenzia, a vantaggio dell'accettante, un'indicazione di posizione radar tramite sistemi automatizzati, purché solo una indicazione sia evidenziata e non possano esserci dubbi sulla corretta identificazione;[3]
- il cedente notifica all'accettante il codice SSR oppure l'indirizzo ADS-B dell'aeromobile. L'utilizzo di questa procedura, quando basata sull'utilizzo di codici SSR, presuppone la disponibilità di un sistema che permetta di assegnare a ciascun aeromobile, all'interno di definite porzioni di spazio aereo, uno specifico codice composto da quattro cifre le cui ultime due diverse dal doppio zero (00);[3]
- quando il Modo S è disponibile, mediante semplice notifica all'accettante che l'aeromobile interessato al trasferimento è equipaggiato con tale sistema;[3]
- quando il sistema ADS-B è disponibile, mediante semplice notifica all'accettante che l'aeromobile interessato al trasferimento è equipaggiato con tale sistema;[3]
- quando la postazione dell'accettante e del trasferente sono adiacenti, attraverso l'indicazione diretta dell'indicazione di posizione radar;[3]
- notifica all'accettante dell'indicazione di posizione con riferimento ad un fix rappresentato su entrambi gli schermi radar e notifica della rotta dell'aeromobile da parte del trasferente;[3]
- osservazione da parte dell'accettante dell'esecuzione dell'istruzione impartita all'aeromobile dal trasferente:[3]

1. a cambiare codice SSR;[3] oppure
2. ad attivare il segnale di identificazione IDENT.[3]